# 哈尼 (薩哈共和國)
哈尼（羅馬化：Khani）是俄罗斯萨哈共和国的市级镇，属涅留恩格里区，在区行政中心涅留恩格里西、共和国首府雅库茨克西南方，位于萨哈共和国与外贝加尔边疆区、阿穆尔州交界点附近。
该地2021年人口有616人；2010年人口764；2002年人口933；1989年人口2,362。